# Mona Wessman
Monika Elisabet Wessman Röjås, känd som Mona Wessman, född 30 september 1948 i Nora församling i Västernorrlands län, är en svensk sångerska. Hon var framför allt aktiv på 1960- och 1970-talen och deltog vid två tillfällen i Melodifestivalen.

## Biografi
Mona Wessman växte upp i Långsele. Hon började tidigt uppträda i Långsele Folkets Park och medverkade även i flera lokalrevyer. När hon var 15 år blev hon sångerska i Ola Hermanssons orkester, som blev rikskänd 1966 med låten Vägen hem. Det var en belöning sedan hon vunnit "Norrländska Stjärnparaden" i Kornsjöstrand.
I samband med Sveriges Televisions program Minishow om unga nya svenska artister, bland andra Nina Lizell och Claes-Göran Hederström i TV-programmet Minishow som sändes på pingstafton 1967, fick musikern Mats Olsson, som var inspelningschef på skivmärket RCA, upp ögonen för Mona Wessman och skrev skivkontrakt med henne.
Mona Wessman debuterade på Svensktoppen i juli 1967 med Den spanska Loppan, som följdes av flera framgångar tills det slog till riktigt ordentligt i december 1967 med Hambostinta i kort-kort, som nådde en andraplacering. Den låg åtta veckor på Kvällstoppen mellan 2 januari och 20 februari 1968 och nådde som bäst plats 6. Låten var skriven av den kände tv-profilen Sven Lindahl. Hennes definitiva genombrott kom med Gå och göm dej, Åke Tråk, som hon tävlade med i Melodifestivalen 1968; låten kom på delad tredjeplats och blev även den en framgång på Svensktoppen där den nådde tredjeplatsen som bäst. 
På Kvällstoppen låg den i 11 veckor mellan 2 april 1968-04-02 och 11 juni 1968, bäst placerad på plats 8. Samma år turnerade hon i Sveriges folkparker tillsammans med Nina Lizell och Claes-Göran Hederström.
Hon turnerade hösten 1968 med Lenne Broberg, Claes-Göran Hederström och Hipp Happy Band, som bestod av Mats Westman, Lasse Sandborg, Stefan Möller och Bertil Bodahl.
Wessman var flitigt förekommande på Svensktoppen i slutet av 1960-talet. Precis som många andra av dåtidens schlagerflickor fick hon medverka i en Åsa-Nisse-film, Åsa-Nisse och den stora kalabaliken från 1968. Tillsammans med Kerstin Aulén ställde hon upp i 1973 års melodifestival med "Helledudane en sån karl", som slutade sist.
Efter att ha drabbats av knutor på stämbanden tvingades Wessman att dra ner på sina framträdanden 1976. Under sju år bodde hon i Spanien och arbetade som reseledare och underhållare. Under åren 1980-1984 turnerade hon med en egen grupp. Så småningom slutade hon helt med sångkarriären och arbetade sedan i många år på Hemköp i Sundbybergs kommun.

## Diskografi

### EP och singel
- 1967 - "Vädret" (svensk version av "Music to Watch Girls by") / "Sen du for" / "Arvid (Han e' som han e')" (svensk version av "So What's New") / "Den spanska loppan" (svensk version av "Spanish Flea")
- 1967 - "Ina och Nina och Stina" (svensk version av "I Was Kaiser Bill's Batman") / "Nånting fånigt" – tillsammans med Claes-Göran Hederström (svensk version av "Somethin' Stupid")
- 1967 - "Hambostinta i kort-kort" / "Gör som jag" (svensk version av Engelbert Humperdincks "Take My Heart")
- 1967 - "I många, många tusen år" / "Du kan känna dej spolad" (svensk version av "Hey There, Little Miss Mary")
- 1968 - "Gå och göm dej, Åke Tråk" – trea i Melodifestivalen 1968 / "Om jag var du"
- 1968 - "Fräsiga Fia (reklamskiva för Fiat)
- 1968 - "Jag e' på väg" / "Amor Amor"
- 1968 - "Så här börjar kärlek" (med Claes-Göran Hederström)
- 1969 - "Hej" (svensk version av Peggy March's "Hey, das ist Musik für dich")
- 1970 - "Jag ska minsann bli kär igen" (svensk version av Mary Hopkins "I'm Gonna Fall in Love Again") / Tjibo-Tjiba
- 1970 - "Fräsiga Fia" (reklamskiva för Fiat)
- 1972 - "Järtuna-jäntan" / "Du som är stor"
- 1972 - "Bastu" (svensk version av Creedence Clearwater Revivals "Proud Mary") (ledmotivet ur filmen Mannen från andra sidan) / "Längtar tillbaka..."
- 1973 - "Helledudane en sån karl" / "Ta och skriv om de', redaktörn" – tillsammans med Kerstin Aulén
- 1973 - "En sång om våren (Feliz Navidad)" / "Har du hört vad som hänt"
- 1973 - "God Jul" (Feliz Navidad) / "Har du hört vad som hänt"

### Album
- 1972 – Min Skattkammare : Mona Wessman Sjunger Ur Visboken
- 1977 – Mona Wessman NU

## Filmografi
- 1968 – Åsa-Nisse och den stora kalabaliken

### Fotnoter
1. ↑   Sveriges befolkning 1950. Arkiv Digital
2. 1 2   Sveriges befolkning 1990. Ramsele: Svensk arkivinformation (SVAR), Riksarkivet. 2011. Libris 12076919. ISBN 9789188366917
3. ↑  ”Åsa-Nisse och den stora kalabaliken (1968) - SFdb”. http://www.svenskfilmdatabas.se/sv/item/?type=film&itemid=4799. Läst 9 januari 2020.
4. ↑  Sveriges Radio. ”1973 - Melodifestivalen och ESC - P4 Melodifest – webbkanal”. sverigesradio.se. https://sverigesradio.se/sida/artikel.aspx?programid=2521&artikel=778702. Läst 9 januari 2020.